# Formateur
Een formateur is een persoon die in het kader van een regeringsformatie een kabinet vormt. Deze rol komt voor in landen met een parlementair systeem en evenredige vertegenwoordiging zoals België, Nederland, Luxemburg, Italië, Israël en Tsjechië. Omdat partijen daar zelden een absolute meerderheid hebben, moet een regering gevormd worden van meerdere partijen, waarbij de formateur een bemiddelende rol speelt.
In de meeste landen wordt de formateur aangewezen door het staatshoofd. Sinds 2012 wijst het parlement in Nederland de formateur aan.

## België
In België wordt de formateur benoemd door de koning. Dit gebeurt na raadpleging van een aantal politici en adviseurs uit de financiële en socio-economische wereld. De formateur is meestal de leider van de politieke partij die bij de parlementsverkiezingen de grootste winst boekte of het grootste aantal zetels behaalde. Anders dan in Nederland, waar de formateur zijn opdracht in beraad houdt tot de afronding van zijn taak, aanvaardt de formateur zijn opdracht voor het begin van zijn werkzaamheden. Slaagt de formateur niet in zijn taak, dan geeft hij de formatieopdracht terug en benoemt de koning een andere formateur. In moeilijke politieke omstandigheden en tegenwoordig vrijwel altijd, wordt de taak van de formateur voorbereid door een informateur, meestal een ervaren politicus, die een informatieronde belegt.
In 2014 bij de vorming van een nieuwe federale regering stelde Filip van België uitzonderlijk twee formateurs aan, de zogenoemde coformateurs Kris Peeters en Charles Michel. De laatste werd uiteindelijk de premier of eerste minister. Op 23 september 2020 werd deze formule herhaald met de aanstelling door koning Filip van de coformateurs Alexander De Croo en Paul Magnette. Nu werd de eerste uiteindelijk de premier of eerste minister.
Bij de vorming van regeringen in de deelstaten is er geen tussenkomst van de koning. De koning beëdigt alleen nog de minister-president.

## Nederland
De rol van formateur in de Nederlandse kabinetsformatie is in de loop van de parlementaire geschiedenis sterk veranderd, omdat deze ook niet (Grond)wettelijk is vastgelegd. Aanvankelijk was het formateurschap de enige rol in de formatie. De formateur had, afhankelijk van de opdracht van het staatshoofd, de taak om een kabinet samen te stellen dat op steun kon rekenen van de Tweede Kamer. Vanaf begin twintigste eeuw betekende dit soms ook het (zelfstandig) schrijven van een regeringsprogramma en het onderhandelen met coalitiepartners. In de meeste gevallen is de formateur de beoogd minister-president van Nederland.
Met de introductie van de rol van informateur in 1951 is de rol van formateur doorgaans kleiner geworden. Het verkennen van mogelijke coalities en het onderhandelen vindt in de meeste gevallen plaats onder de informateur. De formateur wordt pas als laatste aangewezen om de kandidaat-ministers en -staatssecretarissen te benaderen en met hen gesprek te voeren. Het aanwijzen van de formateur gebeurt sinds 2012 door de Tweede Kamer.

### Gemeentelijk en provinciaal niveau
Na de invoering van de Wet dualisering gemeentebestuur op 7 maart 2002 en de Wet dualisering provinciebestuur in 2003 heeft de (in)formateur ook op gemeentelijk- en provinciaal niveau zijn intrede gedaan. Voordien was het gebruikelijk dat na gemeenteraads- of Provinciale Statenverkiezingen de grootste partij het voortouw nam in de besprekingen om te komen tot een nieuwe coalitie. Er wordt vaak van buiten een informateur aangesteld door de betrokken partijen om hen zo als een meer neutraal 'voorzitter' te ondersteunen in het formatieproces voor een nieuw college van burgemeester en wethouders of College van Gedeputeerde Staten en de coalitieonderhandelingen.